# William Becknell
William Becknell (* 1787 oder 1788; † 30. April 1856) war ein US-amerikanischer Waldläufer.

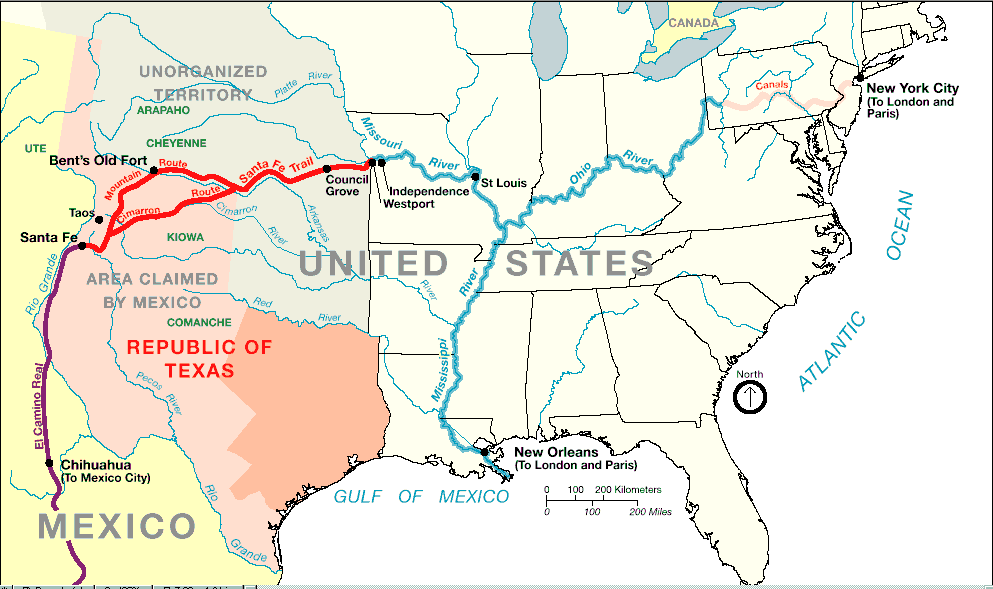
Santa Fe Trail um 1845

Becknell fand einen Übergang von den Ebenen in Kansas nach Santa Fe in New Mexico, den Raton-Pass. Er benutzte ihn erstmals im September 1821 mit einigen Lasttieren, um Handelswaren in diese Stadt zu bringen. Zu dieser Zeit hatte sich Mexiko gerade von der spanischen Herrschaft befreit und war auf der Suche nach neuen Handelsbeziehungen, sodass Backnell gute Geschäfte machte. Schon im Mai des nächsten Jahres machte er sich wieder auf den Weg, diesmal allerdings mit einem Treck aus drei Ochsenwagen. Trotz zahlreicher Schwierigkeiten (Zusammenstöße mit Indianern, Schlamm durch den starken Regen, Wassermangel in den Wüstengebieten) kam sein Zug gut in Santa Fé an.
Schon bald wurde sein Weg unter dem Namen Santa Fe Trail bekannt und war bis 1880 die wichtigste Verbindung nach Westen.